# 解放街道 (嘉兴市)
解放街道是中华人民共和国浙江省嘉兴市南湖区下辖的一个街道办事处。

## 行政区划
解放街道下辖以下村级行政区划单位：
解放路社区、虹桥社区、菜花泾社区、凌塘社区、秋泾桥社区和航明社区。